# Lliga pakistanesa de futbol
La Lliga pakistanesa de futbol, també coneguda com Lliga Premier de Pakistan (PPL; urdú: پاکستان پریمیئر لیگ), és la competició més important de futbol de Pakistan.

## Història
El primer campionat de Pakistan començà el 28 de maig de 1948, com a Campionat Nacional de Futbol, una competició per eliminatòries que fou la màxima competició nacional fins 2004. El campionat nacional fou disputat per equips representants de ciutat o províncies. També hi participaren representants del Pakistan Oriental (actual Bangladesh). L'any 1979 es va introduir la competició de copa domèstica, la Copa Challenge.
L'agost de 2003, la Federació de Futbol del Pakistan va dur a terme una important reestructuració amb el suport del Programa Goal de la FIFA. Es van construir diverses instal·lacions d'entrenament a tot el país i es va construir una nova oficina central de la Federació de Futbol del Pakistan a Lahore. Sota una nova direcció, la Federació de Futbol del Pakistan va reestructurar el Campionat Nacional de Futbol i el 2004 va introduir la Divisió A de la Lliga Nacional de Futbol que disputaren 16 clubs, i la Divisió B de la Lliga Nacional amb 5 clubs. Els 16 membres inaugurals van ser:
- Afghan FC Chaman
- Allied Bank Limited
- Baloch Quetta FC
- Habib Bank Limited FC
- Karachi Port Trust FC
- Khan Research Laboratories FC
- Mardan
- Mauripur Baloch
- Naka Muhammaden
- Panthers
- Pakistan Army FC
- Pakistan Navy FC
- Pakistan Telecommunication
- WAPDA FC
- Wohaib FC
- Young XI Dera Ismail Khan

La temporada 2006-07 la Lliga Nacional de Futbol Divisió A es convertí en Lliga Premier de Pakistan, mentre que la Divisió B es convertí en Lliga PFF.
L'any 2015 la lliga es va suspendre per una crisi a la Federació de Futbol del Pakistan, perllongant-se fins al 13 de març de 2018. Després de reprendre el campionat la temporada 2018-19, es tornà a suspendre entre 2019 i 2021. La federació torna a ser suspesa per la FIFA de totes les activitats futbolístiques el 7 d'abril de 2021.

## Historial
Font:
Campionat Nacional de Futbol
- 1948:  Sindh Blue (1)
- 1949: No es disputà
- 1950:  Balochistan Red (1)
- 1951: No es disputà
- 1952:  Punjab (1)
- 1953:  Punjab (2)
- 1954:  Punjab Blue (3)
- 1955:  Punjab (4)
- 1956:  Balochistan (2)
- 1957:  Punjab (5)
- 1958:  Punjab Blue (6)
- 1959:  Balochistan (3)
- 1960:  East Pakistan (1)
- 1961-62:  Dacca (1)
- 1962:  Dacca (2)
- 1963:  Karachi (1)
- 1964-65:  Karachi (2)
- 1966:  Karachi (3)
- 1967: No es disputà
- 1968:  Peshawar (1)
- 1969:  Railways (1)
- 1970:  Chittagong (1)
- 1971:  PIA (1)
- 1972:  PIA (2)
- 1973:  Karachi Yellow (4)
- 1974: No es disputà
- 1975-I:  PIA (3)
- 1975-II:  Sindh Red (2)
- 1976:  PIA (4)
- 1977: No es disputà
- 1978:  PIA (5)
- 1979:  Karachi Red (5)
- 1980:  Karachi Red (6)
- 1981:  PIA (6)
- 1982:  HBL (1)
- 1983:  WAPDA (1)
- 1984:  Railways (2)
- 1985:  Quetta (1)
- 1986:  PAF (1)
- 1987:  CTM (1)
- 1988: No es disputà
- 1989-I:  Punjab Red (7)
- 1989-II:  PIA (7)
- 1990:  Punjab Red (8)
- 1991:  WAPDA (2)
- 1992-93:  PIA (8)
- 1993-94:  Army (1)
- 1994:  CTM (2)
- 1995:  Army (2)
- 1996: No es disputà
- 1997-I:  ABL (1)
- 1997-II:  PIA (9)
- 1998: No es disputà
- 1999:  ABL (2)
- 2000:  ABL (3)
- 2001:  WAPDA (3)
- 2002: No es disputà
- 2003:  WAPDA (4)

Lliga Nacional de Futbol
- 2004:  WAPDA (5)
- 2005:  Army (3)

Lliga Premier de Pakistan
- 2006-07:  Army (4)
- 2007-08:  WAPDA (6)
- 2008:  WAPDA (7)
- 2009:  KRL (1)
- 2010:  WAPDA (8)
- 2011:  KRL (2)
- 2012-13:  KRL (3)
- 2013-14:  KRL (4)
- 2014-15:  K-Electric (1)
- 2015-18: No es disputà
- 2018-19:  KRL (5)
- 2019-21: No es disputà
- 2021-22: Abandonat